# Copa Mundial de Baloncesto Femenino de 2022
La XIX Copa Mundial de Baloncesto Femenino se celebró en Australia entre el 22 de septiembre y el 1 de octubre de 2022, bajo la organización de la Federación Internacional de Baloncesto (FIBA) y la Federación Australiana de Baloncesto.
Un total de doce selecciones nacionales de cinco confederaciones continentales compitieron por el título mundial, cuyo anterior portador era el equipo de Estados Unidos, vencedor del Mundial de 2018.  El ganador de esta edición obtuvo una plaza para los Juegos Olímpicos de París 2024.
La selección de Estados Unidos se adjudicó la medalla de oro al derrotar en la final al equipo de China con un marcador de 61-83. En el partido por el tercer puesto el conjunto de Australia venció al de Canadá.

## Clasificación
Aparte de los equipos de Australia y Estados Unidos, clasificados como anfitrión y campeón olímpico, la clasificación al campeonato se efectuó por medio de cuatro torneos globales que se disputaron en febrero de 2022. Tras disputar estas competiciones, las selecciones clasificadas fueron las siguientes:
| Competición               | Fecha                             | Sede                         | Plazas | Equipos clasificados              |
| ------------------------- | --------------------------------- | ---------------------------- | ------ | --------------------------------- |
| País anfitrión            | –                                 | –                            | 1      | Australia                         |
| Juegos Olímpicos          | 26 de julio – 8 de agosto de 2021 | Tokio ( Japón)               | 1      | Estados Unidos                    |
| Torneo de clasificación 1 | 10 – 13 de febrero de 2022        | Belgrado ( Serbia)           | 2      | Serbia Corea del Sur              |
| Torneo de clasificación 2 | 10 – 13 de febrero de 2022        | Belgrado ( Serbia)           | 3      | China Nigeria Francia             |
| Torneo de clasificación 3 | 10 – 13 de febrero de 2022        | Osaka ( Japón)               | 3      | Canadá Japón Bosnia y Herzegovina |
| Torneo de clasificación 4 | 10 – 13 de febrero de 2022        | Washington ( Estados Unidos) | 2      | Bélgica Rusia                     |
| Invitación                | –                                 | –                            | 2      | Malí Puerto Rico                  |
| TOTAL                     |                                   |                              | 12     | 12                                |

1. ↑  4 selecciones participantes:  Serbia,  Australia,  Corea del Sur y  Brasil.
2. ↑  4 selecciones participantes:  China,  Nigeria,  Francia y  Malí.
3. ↑  4 selecciones participantes:  Canadá,  Japón,  Bosnia y Herzegovina y  Bielorrusia.
4. ↑  4 selecciones participantes:  Estados Unidos,  Bélgica,  Rusia y  Puerto Rico.

## Sedes
| Foto | Grupo             | Ciudad | Instalación         | Capacidad |
| ---- | ----------------- | ------ | ------------------- | --------- |
|      | A, B y Fase final | Sídney | Sydney Super Dome   | 16 000    |
|      | A y B             | Sídney | State Sports Centre | 5000      |

## Grupos
El sorteo de los grupos se llevó a cabo el 3 de marzo de 2022 en Sídney. Tras el sorteo, los dos grupos quedaron de la siguiente manera:
| Grupo A              | Grupo B   |
| -------------------- | --------- |
| Bélgica              | Francia   |
| China                | Serbia    |
| Bosnia y Herzegovina | Japón     |
| Puerto Rico          | Malí      |
| Corea del Sur        | Canadá    |
| Estados Unidos       | Australia |

## Primera fase
- Todos los partidos en la hora local de Sídney (UTC+10).

Los primeros cuatro de cada grupo clasifican para los cuartos de final.

### Grupo A
| Equipo               | J | G | P | PF  | PC  | DP   | PTS |
| -------------------- | - | - | - | --- | --- | ---- | --- |
| Estados Unidos       | 5 | 5 | 0 | 536 | 305 | 231  | 10  |
| China                | 5 | 4 | 1 | 444 | 287 | 157  | 9   |
| Bélgica              | 5 | 3 | 2 | 364 | 349 | 15   | 8   |
| Puerto Rico          | 5 | 2 | 3 | 341 | 400 | -59  | 7   |
| Corea del Sur        | 5 | 1 | 4 | 346 | 494 | -148 | 6   |
| Bosnia y Herzegovina | 5 | 0 | 5 | 289 | 485 | -196 | 5   |

- Resultados

| Fecha | Hora  | Partido              | Partido | Partido              | Resultado |
| ----- | ----- | -------------------- | ------- | -------------------- | --------- |
| 22.09 | 10:30 | Bosnia y Herzegovina | -       | Puerto Rico          | 58-82     |
| 22.09 | 11:30 | Estados Unidos       | -       | Bélgica              | 87-72     |
| 22.09 | 17:30 | Corea del Sur        | -       | China                | 44-107    |
| 23.09 | 10:30 | Puerto Rico          | -       | Estados Unidos       | 42-106    |
| 23.09 | 13:00 | Bélgica              | -       | Corea del Sur        | 84-61     |
| 23.09 | 14:30 | China                | -       | Bosnia y Herzegovina | 98-51     |
| 24.09 | 14:30 | Estados Unidos       | -       | China                | 77-63     |
| 24.09 | 18:00 | Bosnia y Herzegovina | -       | Corea del Sur        | 66-99     |
| 24.09 | 20:30 | Puerto Rico          | -       | Bélgica              | 65-68     |
| 26.09 | 11:30 | Bélgica              | -       | Bosnia y Herzegovina | 85-55     |
| 26.09 | 14:00 | Corea del Sur        | -       | Estados Unidos       | 69-145    |
| 26.09 | 17:30 | China                | -       | Puerto Rico          | 95-60     |
| 27.09 | 11:30 | Puerto Rico          | -       | Corea del Sur        | 92-73     |
| 27.09 | 13:30 | China                | -       | Bélgica              | 81-55     |
| 27.09 | 14:00 | Estados Unidos       | -       | Bosnia y Herzegovina | 121-59    |

### Grupo B
| Equipo    | J | G | P | PF  | PC  | DP   | PTS |
| --------- | - | - | - | --- | --- | ---- | --- |
| Australia | 5 | 4 | 1 | 390 | 308 | 82   | 9   |
| Canadá    | 5 | 4 | 1 | 356 | 301 | 55   | 9   |
| Serbia    | 5 | 3 | 2 | 332 | 330 | 2    | 8   |
| Francia   | 5 | 3 | 2 | 318 | 296 | 22   | 8   |
| Japón     | 5 | 1 | 4 | 316 | 333 | -17  | 6   |
| Malí      | 5 | 0 | 5 | 306 | 450 | -144 | 5   |

- Resultados

| Fecha | Hora  | Partido   | Partido | Partido   | Resultado |
| ----- | ----- | --------- | ------- | --------- | --------- |
| 22.09 | 13:00 | Canadá    | -       | Serbia    | 67-60     |
| 22.09 | 14:00 | Japón     | -       | Malí      | 89-56     |
| 22.09 | 20:30 | Australia | -       | Francia   | 57-70     |
| 23.09 | 12:00 | Serbia    | -       | Japón     | 69-64     |
| 23.09 | 18:00 | Francia   | -       | Canadá    | 45-59     |
| 23.09 | 20:30 | Malí      | -       | Australia | 58-118    |
| 25.09 | 14:30 | Malí      | -       | Francia   | 59-74     |
| 25.09 | 18:00 | Australia | -       | Serbia    | 69-54     |
| 25.09 | 20:30 | Japón     | -       | Canadá    | 56-70     |
| 26.09 | 13:30 | Serbia    | -       | Malí      | 81-68     |
| 26.09 | 18:00 | Francia   | -       | Japón     | 67-53     |
| 26.09 | 20:30 | Canadá    | -       | Australia | 72-75     |
| 27.09 | 16:00 | Malí      | -       | Canadá    | 65-88     |
| 27.09 | 17:30 | Serbia    | -       | Francia   | 68-62     |
| 27.09 | 20:30 | Australia | -       | Japón     | 71-54     |

## Fase final
- Todos los partidos en la hora local de Sídney (UTC+10).

El cuadro final fue realizado por sorteo tras la conclusión de la primera fase.
|  | Cuartos de final | Cuartos de final |                |           | Semifinales      | Semifinales      |           |              | Final        | Final        |  |
|  | 29 de septiembre | 29 de septiembre |                |           | 30 de septiembre | 30 de septiembre |           |              | 1 de octubre | 1 de octubre |  |
|  |                  |                  |                |           |                  |                  |           |              |              |              |  |
|  |                  |                  |                |           |                  |                  |           |              |              |              |  |
|  | Bélgica          | 69               |                |           |                  |                  |           |              |              |              |  |
|  | Bélgica          | 69               |                |           |                  |                  |           |              |              |              |  |
|  | Australia        | 86               |                |           |                  |                  |           |              |              |              |  |
|  | Australia        | 86               |                | Australia | 59               |                  |           |              |              |              |  |
|  |                  |                  |                | Australia | 59               |                  |           |              |              |              |  |
|  |                  |                  | China          | 61        |                  |                  |           |              |              |              |  |
|  | China            | 85               | China          | 61        |                  |                  |           |              |              |              |  |
|  | China            | 85               |                |           |                  |                  |           |              |              |              |  |
|  | Francia          | 71               |                |           |                  |                  |           |              |              |              |  |
|  | Francia          | 71               |                |           |                  |                  |           | China        | 61           |              |  |
|  |                  |                  |                |           |                  |                  |           | China        | 61           |              |  |
|  |                  |                  | Estados Unidos | 83        |                  |                  |           |              |              |              |  |
|  | Puerto Rico      | 60               | Estados Unidos | 83        |                  |                  |           |              |              |              |  |
|  | Puerto Rico      | 60               |                |           |                  |                  |           |              |              |              |  |
|  | Canadá           | 79               |                |           |                  |                  |           |              |              |              |  |
|  | Canadá           | 79               |                | Canadá    | 43               |                  |           | Tercer lugar | Tercer lugar |              |  |
|  |                  |                  |                | Canadá    | 43               |                  |           | Tercer lugar | Tercer lugar |              |  |
|  |                  |                  | Estados Unidos | 83        |                  |                  |           |              |              |              |  |
|  | Estados Unidos   | 88               | Estados Unidos | 83        |                  |                  | Australia | 95           |              |              |  |
|  | Estados Unidos   | 88               |                |           |                  |                  | Australia | 95           |              |              |  |
|  | Serbia           | 55               |                |           |                  |                  |           |              | Canadá       | 65           |  |
|  | Serbia           | 55               |                |           |                  |                  |           |              | Canadá       | 65           |  |
|  |                  |                  |                |           |                  |                  |           |              |              |              |  |

### Cuartos de final
| Fecha | Hora  | Partido        | Partido | Partido   | Resultado |
| ----- | ----- | -------------- | ------- | --------- | --------- |
| 29.09 | 12:00 | Estados Unidos | -       | Serbia    | 88-55     |
| 29.09 | 14:30 | Puerto Rico    | -       | Canadá    | 60-79     |
| 29.09 | 18:00 | China          | -       | Francia   | 85-71     |
| 29.09 | 20:30 | Bélgica        | -       | Australia | 69-86     |

### Semifinales
| Fecha | Hora  | Partido   | Partido | Partido        | Resultado |
| ----- | ----- | --------- | ------- | -------------- | --------- |
| 30.09 | 17:00 | Canadá    | -       | Estados Unidos | 43-83     |
| 30.09 | 19:30 | Australia | -       | China          | 59-61     |

### Tercer lugar
| Fecha | Hora  | Partido   | Partido | Partido | Resultado |
| ----- | ----- | --------- | ------- | ------- | --------- |
| 01.10 | 13:00 | Australia | -       | Canadá  | 95-65     |

### Final
| Fecha | Hora  | Partido | Partido | Partido        | Resultado |
| ----- | ----- | ------- | ------- | -------------- | --------- |
| 01.10 | 16:00 | China   | -       | Estados Unidos | 61-83     |

## Medallero
| Estados Unidos | China | Australia |
| Ariel Atkins Shakira Austin Kahleah Copper Chelsea Gray Sabrina Ionescu Brionna Jones Betnijah Laney Jewell Loyd Kelsey Plum Breanna Stewart Alyssa Thomas A'ja Wilson | Dilana Dilixiati Han Xu Huang Sijing Jin Weina Li Meng Li Yuan Li Yueru Pan Zhenqi Wang Siyu Wu Tongtong Yang Liwei Zhang Ru | Rebecca Allen Sara Blicavs Darcee Garbin Cayla George Lauren Jackson Tess Madgen Eziyoda Magbegor Anneli Maley Stephanie Talbot Marianna Tolo Kristy Wallace Samantha Whitcomb |
| Cheryl Reeve (seleccionadora) | Zhang Wei (seleccionadora)                                                                                                   | Sandy Brondello (seleccionadora) |

## Estadísticas

### Clasificación general
| 1. Estados Unidos (JO)   |
| 2. China                 |
| 3. Australia             |
| 4. Canadá                |
| 5. Bélgica               |
| 6. Serbia                |
| 7. Francia               |
| 8. Puerto Rico           |
| 9. Japón                 |
| 10. Corea del Sur        |
| 11. Malí                 |
| 12. Bosnia y Herzegovina |

Fuente: FIBA

### Máximas anotadoras
| Núm. | Nombre             | Selección      | Puntos | Pts./partido | Partidos jugados |
| ---- | ------------------ | -------------- | ------ | ------------ | ---------------- |
| 1    | Arella Guirantes   | Puerto Rico    | 109    | 18,2         | 6                |
| 2    | A'ja Wilson        | Estados Unidos | 103    | 17,2         | 6                |
| 3    | Bridget Carleton   | Canadá         | 102    | 12,8         | 8                |
| 3    | Breanna Stewart    | Estados Unidos | 102    | 12,8         | 8                |
| 5    | Han Xu             | China          | 99     | 12,4         | 8                |
| 6    | Li Meng            | China          | 96     | 16,0         | 6                |
| 7    | Kelsey Plum        | Estados Unidos | 95     | 15,8         | 6                |
| 7    | Gabrielle Williams | Francia        | 95     | 15,8         | 6                |
| 9    | Yvonne Anderson    | Serbia         | 90     | 15,0         | 6                |
| 10   | Kia Nurse          | Canadá         | 88     | 11,0         | 8                |
| 10   | Samantha Whitcomb  | Australia      | 88     | 11,0         | 8                |

Fuente: FIBA

### Equipo ideal
- Mejor jugadora del campeonato —MVP—: A'ja Wilson ( Estados Unidos).

| Nombre           | País           |
| ---------------- | -------------- |
| Bridget Carleton | Canadá         |
| Han Xu           | China          |
| Breanna Stewart  | Estados Unidos |
| Stephanie Talbot | Australia      |
| A'ja Wilson      | Estados Unidos |

Fuente: FIBA